# 응우옌응옥도안투언
응우옌응옥도안투언(베트남어: Nguyễn Ngọc Đoan Thuận / 阮玉端順 완옥단순, 1820년 8월 20일 ~ 1854년 5월 29일)은 응우옌 왕조의 황족이다. 민망 황제의 10번째 딸로, 생모는 궁인(宮人) 쩐티응이엠(陳氏嚴)이다.

## 생애
민망 원년 음력 7월 12일(1820년 8월 20일), 후에 황성에서 태어났다.
티에우찌 3년(1843년), 통제(統制) 도꾸이(杜貴)의 아들 도따이(杜才)와 혼인하였다. 그와의 사이에서 아들 2명과 딸 2명을 두었다.
뜨득 7년 음력 5월 3일(1854년 5월 29일), 사망하니 향년 35세였다. 정미공주(베트남어: Định Mỹ Công chúa / 定美公主)로 추봉되었고, 시호를 유정(柔靜)이라고 하였다. 트어티엔부 흐엉투이현 끄찐총(居正總) 즈엉쑤언트엉사(楊春上社)에 장사지냈다.
뜨득 20년(1867년), 전친후사(展親後祠)에 열사(列祀)되었다.
함응이 원년(1885년) 가을, 친훈사(親勳祠)에 합사(合祀)되었다.